# Atoniomyia pinguis
Atoniomyia pinguis là một loài ruồi trong họ Asilidae. Atoniomyia pinguis được Hermann miêu tả năm 1912. Loài này phân bố ở vùng Tân nhiệt đới.